# Rollin D. Salisbury
Rollin Daniel Salisbury (17 augustus 1858 – 15 augustus 1922) was een Amerikaanse geoloog en pedagoog.

## Biografie
Salisbury werd geboren in Spring Prairie, Wisconsin, in 1858. Hij studeerde aan de Whitewater State Normal School in Whitewater, Wisconsin, waar hij in 1877 afstudeerde nadat hij de vierjarige opleiding in slechts twee en een half jaar had afgerond. Hij gaf een jaar lang les op een dorpsschool in Port Washington, Wisconsin, voordat hij in de herfst van 1878 als tweedejaarsstudent naar Beloit College ging. In Beloit studeerde hij geologie bij T.C. Chamberlin als zijn professor. Nadat hij in 1881 afstudeerde aan Beloit, werkte hij een jaar voor de US Geological Survey als veldassistent van Chamberlin, gedurende welke tijd hij in het huishouden van Chamberlin woonde. Nadat Chamberlin Beloit in 1882 verliet, trad Salisbury toe tot de universiteitsfaculteit, waar hij in 1882 assistent-professor werd en in 1884 hoogleraar en voorzitter van de afdeling geologie, waar hij een aantal jaren bleef.
In 1892 was hij een van de geleerden op de Peary Relief Expedition naar Groenland.
Na een jaar aan de Universiteit van Wisconsin-Madison te hebben gewerkt, werd hij in 1892 naar de Universiteit van Chicago geroepen. In Chicago werd hij in 1899 decaan van de Ogden Graduate School of Science, een functie die hij bekleedde op het moment van zijn overlijden in Chicago. 1922. Hij organiseerde ook de afdeling geografie van de universiteit in 1903 en leidde deze tot 1918. Vanaf 1882 diende hij ook als assistent-geoloog en geoloog voor de regering van de United States Geological Survey. Salisbury House in het huisvestingssysteem van de universiteit (gelegen in het hart van Burton-Judson Courts) deelt zijn naamgenoot.

## Werken

### Boeken
- Salisbury, R. D., Kümmel H. B., Peet, C. E. and Knapp, G. N. 1902. The Glacial Geology of New Jersey. Volume V of the Final Report of the State Geologist. Trenton, NJ: MacCrellish & Quigley.
- Chamberlin, T. C. and Salisbury, R. D. 1906. Geology. Three volumes. New York: Henry Holt and Co.
- Salisbury, R. D. 1907. Physiography. New York: Henry Holt.
- Salisbury, R. D. 1910. Elementary Physiography. New York: Henry Holt.
- Willis, B. and Salisbury, R. D. 1910. Outlines of geologic history with especial reference to North America. Chicago: The University of Chicago Press.
- Salisbury, R. D., Barrows, H. H. and Tower, W. S. 1912. The Elements of Geography. New York: Henry Holt.
- Salisbury, R. D., Barrows, H. H. and Tower, W. S. 1913. Modern Geography for High Schools. New York: Henry Holt.
- Chamberlin, T. C. and Salisbury, R. D. 1914. Introductory Geology. New York: Henry Holt and Co..

### Artikelen en hoofdstukken
- Salisbury, R. D. 1884. "Aeolian ripple-marks". Science 3(54):172.
- Chamberlin, T. C. and Salisbury, R. D. 1885. "Preliminary paper on the driftless area of the upper Mississippi Valley". In: Powell, J.W. (ed), Sixth Annual Report of the United States Geological Survey to the Secretary of the Interior, 1884-1885, pp. 199–322.
- Chamberlin, T. C. and Salisbury, R. D. 1891. "On the relationship of the Pleistocene to the pre-Pleistocene formations of the Mississippi Basin, south of the limit of glaciation". The American Journal of Science, 3rd Series, 41(245):359-377.
- Salisbury, R. D. 1892. "Certain extra-morainic drift phenomena of New Jersey". Bulletin of the Geological Society of America 3:173-182.
- Salisbury, R. D. 1892. "On the northward and eastward extension of the pre-Pleistocene gravels of the Mississippi basin". Bulletin of the Geological Society of America 3:183-186.
- Salisbury, R. D. 1894. "Studies for students: Superglacial drift". The Journal of Geology 2(6):619-632.
- Salisbury, R. D. 1895. "Pre-glacial gravels on the quartzite range near Baraboo, Wisconsin". The Journal of Geology 3:655-667.
- Salisbury, R. D. 1895. "Report on Surface Geology for 1894" from the Annual Report of the State Geologist of New Jersey for the year 1894. Trenton, NJ: The John L. Murphy Pub. Co. Printers, 149 pp.
- Salisbury, R. D. 1895. "The Arctic Expedition of 1895, and Lieutenant Peary's work". Science NS 2(41):457-460.
- Salisbury, R. D. 1896. "Loess in the Wisconsin drift formation". The Journal of Geology 4(8):929-937.
- Salisbury, R. D. 1896. "The Philadelphia brick clays". Science NS 3(65):480-481.
- Salisbury, R. D. 1896. "Volcanic ash in southwestern Nebraska". Science NS 4(101):816-817.
- Salisbury, R. D. 1897. "On the origin and age of the relicbearing sand at Trenton, N.J." Science NS 6(157):977-981.
- Salisbury, R. D. and Atwood, W.W. 1897. "Drift phenomena in the vicinity of Devils Lake and Baraboo, Wisconsin". The Journal of Geology 5:131-147.
- Salisbury, R. D. 1898. "The Physical Geography of New Jersey". In Final report of the state geologist.. Trenton, NJ: The John L. Murphy Pub. Co. Printers, pp. 161–167.
- Salisbury, R. D. and Alden, W. C. 1899. "The Geography of Chicago and Its Environs". Geographic Society of Chicago Bulletin No. 1, 64 pp.
- Salisbury, R. D. and Atwood, W. W. 1900. "The geography of the region about Devils Lake and the Dalles of the Wisconsin". Wisconsin Geological and Natural History Survey Bulletin No. 5.
- Salisbury, R. D. 1901. "Glacial work in the western mountains in 1901". The Journal of Geology 9:718-731.
- Salisbury, R. D. 1901. "The surface formations in southern New Jersey". New Jersey Geological Survey, Annual Report for 1900, pp. 33–40.
- Salisbury, R. D. 1902. "Recent progress in glaciology". Science NS 15(374):353-355.
- Salisbury, R. D. 1904. "Three new physiographic terms". The Journal of Geology 12:707-715.
- Salisbury, R. D. 1905. "The mineral matter of the sea, with some speculations as to the changes which have been involved in its production". The Journal of Geology 13:469-484.
- Salisbury, R. D. 1905. "The mineral matter of the sea". The Scottish Geographical Magazine 21:132-136.
- Salisbury, R. D. 1906. "Glacial geology of the Bighorn Mountains". United States Geological Survey, Professional Paper 51, pp. 71–90.
- Salisbury, R. D. 1906. "Glacial geology of the Cloud Peak and Fort McKinney quadrangles Wyoming". In United States Geological Survey, Geologic Atlas of the United States, Folio 142, pp. 9–12.
- Salisbury, R. D. 1906. "The Illinois geological survey". The Journal of Geology 14(1):65-87.
- Salisbury, R. D. and Atwood, W. W. 1908. "The interpretation of topographic maps . United States Geological Survey, Professional Paper 60, 84 pp.
- Salisbury, R. D. 1918. "Geology in education". Science NS 47(1214):325-335.